# 甘樂郡
甘樂郡（日语：／ Kanra gun */?）是群馬縣的一郡。人口27,799人、面積365.62km²。（2006年）
現轄有以下2町1村：
- 甘樂町
- 下仁田町
- 南牧村